# Kapela Srca Isusova u Adamovcu
Kapela Srca Isusova katolička je kapela koja se nalazi u zagrebačkoj četvrti Sesvete u naselju Adamovec. Pripada župi Presvetog Trojstva - Moravče. Kapela je sagrađena u 20. stoljeću. 

## Galerija
- Bočno pročelje
- Unutrašnjost kapele